# Oliver Nelson
Oliver Nelson (Saint Louis, 1932. június 4. – Los Angeles, 1975. október 28.), amerikai dzsesszzenész, szaxofonos, klarinétos, hangszerelő, zeneszerző, zenekarvezető.

## Pályafutása
Zenészek családjában született. A bátyja is szaxofonozott (az 1940-es években Cootie Williams mellett játszott), a húga zongorázott és énekelt.
Nelson hatéves korától tanult zongorázni, tizenegy éves korától pedig szaxofonozni. 1947-től már St. Louis környékén játszott, majd 1950 és 1951 között csatlakozott a Louis Jordan Big Bandhez, amelyben altszaxofonos volt és hangszerelt is.
A tengerészgyalogosoknál töltött katonai szolgálat után zeneelméletet és zeneszerzést tanult a St. Louis-i Washington Egyetemen.
Az 1950-es években az Erskine Hawkins Zenekarnál volt, 1959-ben pedig zenekarvezetőként már adta ki saját albumait. Olyan zenészekkel játszott, mint Kenny Dorham, Johnny Hammond Smith, Eric Dolphy, Roy Haynes, King Curtis,  Jimmy Forrest, Freddie Hubbard, Bill Evans.
1967-től Los Angelesben élt, ahol filmes és televíziós feladatokat teljesített. 1966-tól időnként megjelent saját All Star Big Bandjével, például 1970-ben Berlinben, 1971-ben Montreux-ban, 1975-ben New Yorkban és Los Angelesben – jazz fesztiválokon.
Zeneszerzőként Quincy Jones, Thelonious Monk, Jimmy Smith, Wes Montgomery, Cannonball Adderley, Sonny Rollins, Buddy Rich, Stanley Turrentine és mások társa volt. Olyan pop- és soulsztárokkal is együttműködött, mint Nancy Wilson, Diana Ross, a The Temptations és James Brown.
Tévés- és filmkompozíciói között szerepel a Death of a Gunfighter, az Ironside, az Night Gallery, a Columbo, a The Six Million Dollar Man, a Bionic Woman.
43 éves korában megölte egy váratlan szívroham.

## Lemezválogatás
- 1959: Meet Oliver Nelson: Featuring Kenny Dorham
- 1960: Taking Care of Business
- 1960: Screamin' the Blues
- 1960: Soul Battle
- 1960: Nocturne
- 1961: Straight Ahead
- 1961: The Blues and the Abstract Truth
- 1961: Main Stem
- 1962: Afro/American Sketches
- 1964: More Blues and the Abstract Truth
- 1964: Fantabulous
- 1967: Live in Los Angeles
- 1971: Swiss Suite
- 1971: Impressions of Berlin
- 1974: In London with Oily Rags
- 1975: Skull Session
- 1976: A Dream Deferred
- 1977:Everything Happens to Me

## Filmek
- IMDb